# Making of (pel·lícula)
Making of (àrab: آخر فيلم, Āẖir Fīlm) és una pel·lícula de Tunísia dirigida el 2006 per Nouri Bouzid.
La pel·lícula va ser objecte d'una polèmica inicial durant la seva projecció i en aquell moment van circular àmpliament rumors de censura. Es va estrenar a França el 28 d'octubre de 2009.

## Argument
Bahta, a l'atur i amant del breakdance de 25 anys, és un personatge incòmode de pell però ple d'humor davant els contratemps de la seva vida. Un dia, opta per disfressar-se d'oficial de policia per burlar-se de «els tunisians mitjans resignats a viure pobrament». Buscat, és amagat per un grup islamista que intenta transformar-lo en un kamikaze.
Bouzid pinta el retrat d'una joventut frustrada dividida entre el desig de llibertat i les fuites ideològiques, però també llança una crida al modernisme i a qüestionar el lloc de l'islam en la societat moderna tunisiana.
Tres seqüències interrompen el progrés de la pel·lícula per permetre que el director i l'actor principal tornin al rodatge de la pel·lícula, d'aquí el títol extret del making-of.

## Repartiment
- Lotfi Abdelli: Bahta
- Afef Ben Mahmoud: Souad
- Fatma Ben Saïdane
- Helmi Dridi: Bilel
- Lotfi Dziri
- Foued Litaïem
- Majdi Smiri
- Tawfik Bahri
- Dorra Zarrouk

## Premis
Va guanyar el Tanit d'or al Festival de Cinema de Cartago de 2006. Al 20è Festival Panafricà de Cinema i Televisió de Ouagadougou, la pel·lícula va guanyar el premi a la millor interpretació masculina per a l'actor estrella, Lotfi Abdelli, i el premi al millor muntatge. També va participar en la XXVIII edició de la Mostra de València on va obtenir el Premi a la millor interpretació masculina i el Premi del Public.